# 黒木克幸
黒木 克幸（くろき かつゆき、1990年8月21日 - ）は、日本の俳優。大阪府大阪市城東区出身、身長183cm、体重75kg。

## 経歴
金光大阪高等学校、大阪産業大学経営学部卒業。大学在学中の2011年より大阪でモデルとして活動を開始し、主にショーやスチール等を中心に活動。大学卒業後、活動拠点を東京に移して役者としての活動を開始。

## 人物
趣味はサーフィン、ラーメン。特技は野球、ボウリング(MAX240)
小学2年生から野球を始め、中学時代は硬式野球チームの「都島ボーイズ」に所属し、東北楽天ゴールデンイーグルスの浅村栄斗らとプレーしていた。金光大阪高校在学中は同校の硬式野球部に所属。元埼玉西武ライオンズの陽川尚将は中学と高校の後輩にあたる。
福山雅治とGLAYのファンである。

## 出演

### テレビドラマ
- TBS 『潜入探偵トカゲ』 第7話 警察官役  2013年
- TBS 『女はそれを許さない』 第9話 2014年
- EX 土曜ワイド劇場『セイアン～生活安全特捜隊』 大村達也役 2014年
- NTV 『婚活刑事』 第8話 2015年

### バラエティ番組
- ABC朝日放送 『ビーバップ!ハイヒール』 2012年

### テレビCM（ウェブ含む）
- 引越しのサカイ「心配り篇」2011年
- 日本直販 2012年
- 宝酒造 2015年
- パナソニック LEDライト 2015年
- 強 「やんちゃ坊主」MV 2016年
- アンパカTV amiTVメインMC 2016年
- パナソニック LED球ランタン 2017年
- youtube野球トーク番組 赤坂ベースボールパークMC 2017年
- radiotalk 黒木克幸のsea side FM 2018年
- すかいらーくの宅配「RAKURU」 2019年
- 青春ラジオ小説 オートリバース　2020年

### 雑誌
- Fine 2009年
- 関西ゼクシィ 2011年

### 舞台
- ステビアトウキョウプランニング『白いおうちと黒いともだち』 高橋悠斗役 演出：仲島義侍＠シアターブラッツ 2015年
- こわっぱちゃん家『次回作！』 チョコ鮫役 演出：トクダタクマ＠てあとるらぽう 2016年
- コルバタ第15回本公演『足音を鳴らせ！』 栗林庄一役 演出：友池一彦＠新宿スターフィルド 2018年
- 劇団水色革命『フィリピン人の父に投げっぱなしジャーマン』 中村和也役 演出：MARU＠大阪市立芸術創造館 2018年
- TOMOIKEプロデュース『窮屈なユメ』 安部隼人役 演出：友池一彦 ＠下北沢駅前劇場 2018年
- ARC present's『9(nine)write』 B班主演：牧村聖司役 演出：近童弐吉 ＠新宿スターフィールド 2020年

### 映画
- 松本花奈監督 『脱脱脱脱17』 松木役 2016年
- 堀井彩監督 『既読スルー』 恭一役 2016年
- 工藤頌子監督 短編映画 『ムテキ』 南絢斗役 2016年
- 中久木麻衣子監督 短編映画『クリスマスのよる』 2017年
- 久利生真弥監督 短編映画『フタリノキセキ』 大輔役 2018年
- 葉名恒星監督 『愛うつつ』 林田誠役 2019年
- 長嶺将希監督 短編映画『僕の彼女に囚われて』 主演：桜木篤役 2019年
- 宮城一也監督 短編映画『カルアミルク』 2019年
- 宇賀那健一監督 『魔法少年☆ワイルドバージン』 2019年

### イベント
- 帝国ホテル ブライダルショー（モデル）2011年
- 京都ポルタ スプリングファッションショー（モデル）2012年
- 渋谷夏祭り ファッションショー（モデル）2014年
- なにわエンターテイメント 野球芸人の集い（トークライブゲスト) 2018年